# 朝野真吉
朝野 真吉（あさの の まよし）は、平安時代初期から前期にかけての貴族。名は貞吉とも記される。姓は宿禰のち朝臣。参議・朝野鹿取の近親（子息か）。

## 経歴
仁明朝の承和6年（839年）従五位下・美作介に叙任される。
その後散位となるが、承和9年（842年）7月に発生した承和の変に際して朝廷が山城国の五道を閉鎖した際、真吉は山埼橋に派遣されてその守護を担当した。また、同年12月には参議・朝野鹿取とその子女19人が宿禰姓から朝臣姓に改姓しているが、この際に真吉も改姓したと想定される。承和10年（843年）6月に鹿取が薨去すると、9月に真吉は中務少輔に任ぜられ京官に復す。
天安元年（857年）備中介に任ぜられると、貞観2年（860年）備中守に昇格し、貞観4年（862年）には23年ぶりに昇叙され従五位上となる。その後散位となるが、貞観12年（870年）加賀守と文徳朝末から清和朝にかけて地方官を歴任した。

## 官歴
『六国史』による。
- 時期不詳：正六位上
- 承和6年（839年） 正月7日：従五位下。正月11日：美作介
- 承和9年（842年） 12月13日：宿禰姓から朝臣姓に改姓
- 承和10年（843年） 9月16日：中務少輔
- 天安元年（857年） 8月25日：備中介
- 貞観2年（860年） 正月16日：備中守
- 貞観4年（862年） 正月7日：従五位上
- 貞観12年（870年） 正月25日：加賀守